# Reverse path forwarding
Reverse path forwarding, in sigla RPF (in italiano: percorso di spedizione al rovescio) è una tecnica usata nei moderni router con lo scopo di assicurare un cammino di pacchetti multicast privi di loop (pacchetti che ritornano sempre allo stesso nodo) nell'instradamento multicast e ad aiutare a prevenire nell'instradamento unicast l'IP spoofing (falsificazione dell'indirizzo del mittente).
L'idea che regola questa tecnica, che appartiene alla modalità di instradamento basata sul flooding controllato, ovvero di cascata controllata, è semplice.
Nella rete il singolo router Multicast che riceve un pacchetto da un altro router Multicast sender ha più collegamenti d'ingresso. Tra tutti i collegamenti di ingresso e di uscita, ci sono quelli che appartengono all'albero a costo minimo. Allora quando riceve, solo se il pacchetto è pervenuto al router su un collegamento appartenente all'albero a costo minimo, invia il pacchetto broadcast a tutti i suoi collegamenti d'uscita, tranne a quello sul quale ha ricevuto (che ritornerebbe indietro). Se un pacchetto non arriva da un collegamento appartenente all'albero a costo minimo, viene scartato, così da evitare che copie uguali del pacchetto defluiscano più volte nello stesso nodo.

## Multicast RPF
Il multicast RPF, o semplicemente RPF, è usato in congiunzione con i protocolli di instradamento multicast come MSDP e PIM-SM.
Nell'instradamento multicast la decisione di spedire traffico è basata sull'indirizzo sorgente e non su quello di destinazione come nel caso unicast.
Questo lo si fa utilizzando o una tabella di routing multicast dedicata o in alternativa la tabella nativa di routing unicast.